# Hyalaethea sublutea
Hyalaethea sublutea là một loài bướm đêm thuộc phân họ Arctiinae, họ Erebidae.